# Полночное солнце (фильм, 2006)
«Полно́чное Со́лнце» (яп. タイヨウのうた Тайё: но ута, «Песня Солнца») — первый полнометражный фильм японского режиссёра Норихиро Коидзуми. Картина рассказывает о девушке, болеющей ксеродермой. В главной роли снялась Юи Ёсиока. История жизни персонажа частично перекликается с биографией Юи.
Премьера фильма состоялась 17 июня 2006 года в Японии, где картина собрала более миллиарда иен.

## Сюжет
Главная героиня фильма Каору Аманэ — японская девушка, страдающая ксеродермой, редким генетическим заболеванием, из-за которого у неё повышенная чувствительность к ультрафиолетовому излучению. Каору спит днём, а вечером, после захода солнца, любит на улице играть свои песни под гитару. Каждый раз, перед тем как лечь спать, девушка смотрит из окна на неизвестного юношу. Постепенно он начинает ей нравиться. Она узнаёт у своей подруги, что его имя Кодзи Фудзисиро. Однажды ночью Каору случайно встречает Кодзи. Она пытается познакомиться, но ей это не удаётся.
Однако Каору запоминается юноше. На следующую ночь он приходит во двор, где они встретились, и знакомится с ней. Кодзи уговаривает её съездить в город и исполнить свои песни. Композиции имеют оглушительный успех. Вскоре Кодзи и Каору влюбляются друг в друга. В результате инцидента, произошедшего из-за того, что они уехали далеко от дома Аманэ и она не успела вернуться до рассвета, Кодзи узнаёт о её болезни, а также знакомится с её семьёй.
Кодзи уговаривает Каору выпустить свой альбом, но из-за того, что ксеродерма дала осложнение на мозг и нервную систему, девушка не может играть на гитаре. В студии она с трудом записывает свой голос. Вскоре Аманэ умирает. В финале показано, что её песни слушают её знакомые в радиоприёмнике.

## В ролях
| Актёр           | Роль            |
| --------------- | --------------- |
| Юи Ёсиока       | Каору Аманэ     |
| Такаси Цукамото | Кодзи Фудзисиро |
| Кунико Асаги    | Юки Аманэ       |
| Горо Киситани   | Кэн Аманэ       |
| Айри Тояма      | Мисаки Мацумаэ  |
| Дзюн Канамэ     | Кудо            |

## Саундтрек
Слова и музыка всех песен — Юи.
| №  | Название                      | Длительность |
| -- | ----------------------------- | ------------ |
| 1. | «Good-bye Days»               | 4:33         |
| 2. | «Skyline»                     |              |
| 3. | «It's Happy Line»             | 3:20         |
| 4. | «Good-bye Days: Instrumental» | 4:33         |

## Награды и номинации
| Награды и номинации    | Награды и номинации | Награды и номинации    | Награды и номинации | Награды и номинации |
| Награда                | Год                 | Категория              | Номинирован(а)      | Итог                |
| ---------------------- | ------------------- | ---------------------- | ------------------- | ------------------- |
| MTV Video Music Awards | 2007                | Лучшая песня из фильма | Юи Ёсиока           | Номинация           |